# LCAC-1級エア・クッション型揚陸艇
LCAC-1級エア・クッション型揚陸艇は、アメリカ海軍と海上自衛隊で使用されているエア・クッション型揚陸艇（上陸用舟艇）。「Landing Craft Air Cushion」の頭文字からLCAC（エルキャック）と通称されている。海上自衛隊では「エアクッション艇1号型」として配備している。

## 来歴
1964年、アメリカ海兵隊は「1985年の海兵隊：長期的研究」と題する報告書を公表した。この中で、従来重視されていた戦術核兵器の脅威に加えて対艦ミサイルによる脅威を重視して、揚陸艦は陸岸から25海里程度までしか近づけず、上陸部隊は水平線を越えて（over the horizon, OTH）揚陸を行うことが提唱された。作戦部長府（OpNav）はこのコンセプトに同意し、1965年2月16日、資材部長は艦船局（BuShips）に対して高速揚陸艇の開発を指示した。同年1月18日にはLCVP後継艇（TSOR 14-17T）、8月13日にはLCM(6)および(8)後継艇（TSOR 14-18Tおよび19T）の仮要求事項が作成された。
1966年3月には揚陸艇調整グループが編成され、1968年2月には、従来の仮要求事項は先進開発目標へと発展した。またヘリボーンの発達とともに、軽車両程度であればヘリコプターでも輸送できることから、LCVP後継艇は不要と判断された。57個の試案が評価の俎上に載せられていたが、1970年にはこのうち3つの案が開発段階に移行することになり、下記のように要目が決定された。
- ジョー - 160トン型、速力35ノットの滑走船
- ジェフ - 60トン型、速力50ノットのエアクッション艇
- ジム - 15トン型の滑走船またはエアクッション艇

このうち、幅広い海岸に適合できることと漲水していないウェルドックからも発進できることが評価されて、ジェフが採択されて開発段階に進むことになった。1970年の開発契約に基づき、ジェフAとジェフBの2隻の試験機が製作され、AALC（Amphibious Assault Landing Craft）と称された。ジェフA（29.2×14.6メートル大）はカリフォルニア州のエアロジェット・ゼネラル社、ジェフB（26.4×14.3メートル大）はルイジアナ州ニューオーリンズのベル・エアロスペース社で製作された。
試験は1976年より開始されたが、ジェフBは速度75ノット、航続距離210海里を発揮し、要求された60トンの搭載量も達成したのに対し、ジェフAは速度58ノット、航続距離140海里で、搭載量は40トンに限られた。このことから、ジェフBが採択された。
1976年11月16日には、LCAC（landing craft, air cushion）計画として作戦要求事項が作成された。1980年2月には計画は暫定的承認を得て、いくつかのマイルストーンを達成したのち、1982年11月、海軍は107隻の調達を決定して、同年度より調達が開始された。

## 設計
構造上は、アルミニウム合金 (A5456) 製の平らな長方形の箱であるラフトが土台となっており、その上部両舷にボルト留めするかたちで上部構造物が設置されている。上部構造物はそれぞれエンジンとリフトファン、推進用プロペラを収容しているほか、前方には、右舷側に操縦席、左舷側に見張所があり、右舷側には操縦士、機関士、航法士と便乗者9名、左舷側には甲板員、副機関士、輸送員と便乗者16名が搭乗できる。エアクッション艇（ACV）の形式としては全周スカート型に属する。スカートの形式は一般的なフィンガード・バッグ（オープン）式で、ラフト下面には安定キールと安定トランクが縦横に走っている。またSLEP改修の際に、抵抗を低減して性能を向上させるディープスカートへの換装も行われている。
主機としてライカミング・エンジンズ（現ハネウェル）社のTF40Bガスタービンエンジン（出力4,000馬力）4基を搭載するほか、電源としてチュルボメカT62ガスタービンエンジンによる補助動力装置2基も搭載されて、出力120キロワットを確保した。またSLEP改修艇では、主機をヴェリコー社製ETF40Bに換装し、合計出力を19,000馬力に増強するとともに、FADECにも対応している。浮揚力は4基の遠心式ファン（直径1.6メートル）によって供給される。一方、推進力のうち8割は2基のシュラウデッド式・可変ピッチプロペラ（直径3.58メートル）によって生み出されており、残余は、艇首側に設置された旋回式スラスターによって供給される。積載状態で50ノットを発揮でき、またシーステート3の海況でも30ノットを発揮できる。5度までの傾斜を登ることができ、また1.2メートルまでの障害物を超えることができる。
操縦には、推進用プロペラ直後のラダーと、左右のプロペラのピッチ変更が用いられるほか、低速では上記の旋回式スラスターも使われる。操縦はフライ・バイ・ワイヤ方式だが、ラダー制御はフットペダル、プロペラのピッチ変更は2本のレバー、スラスター旋回は舵輪と、船と飛行機の中間的なユーザインタフェースとなっている。最大速力からの停止距離は460メートル、また旋回半径は1,830メートルとされる。

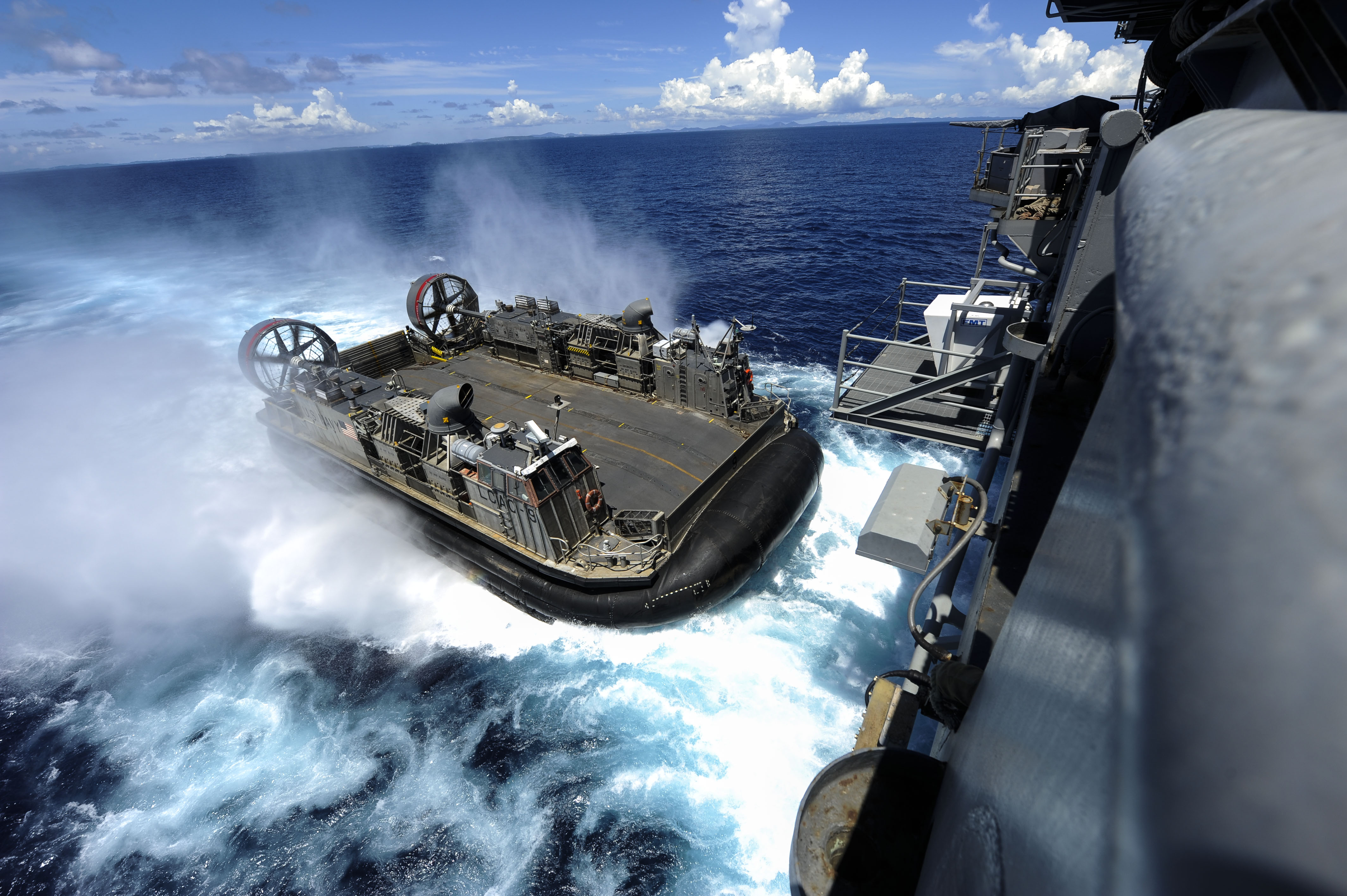
空荷状態でウェルドックに進入するLCAC。旋回式スラスタは左斜め前を向いている
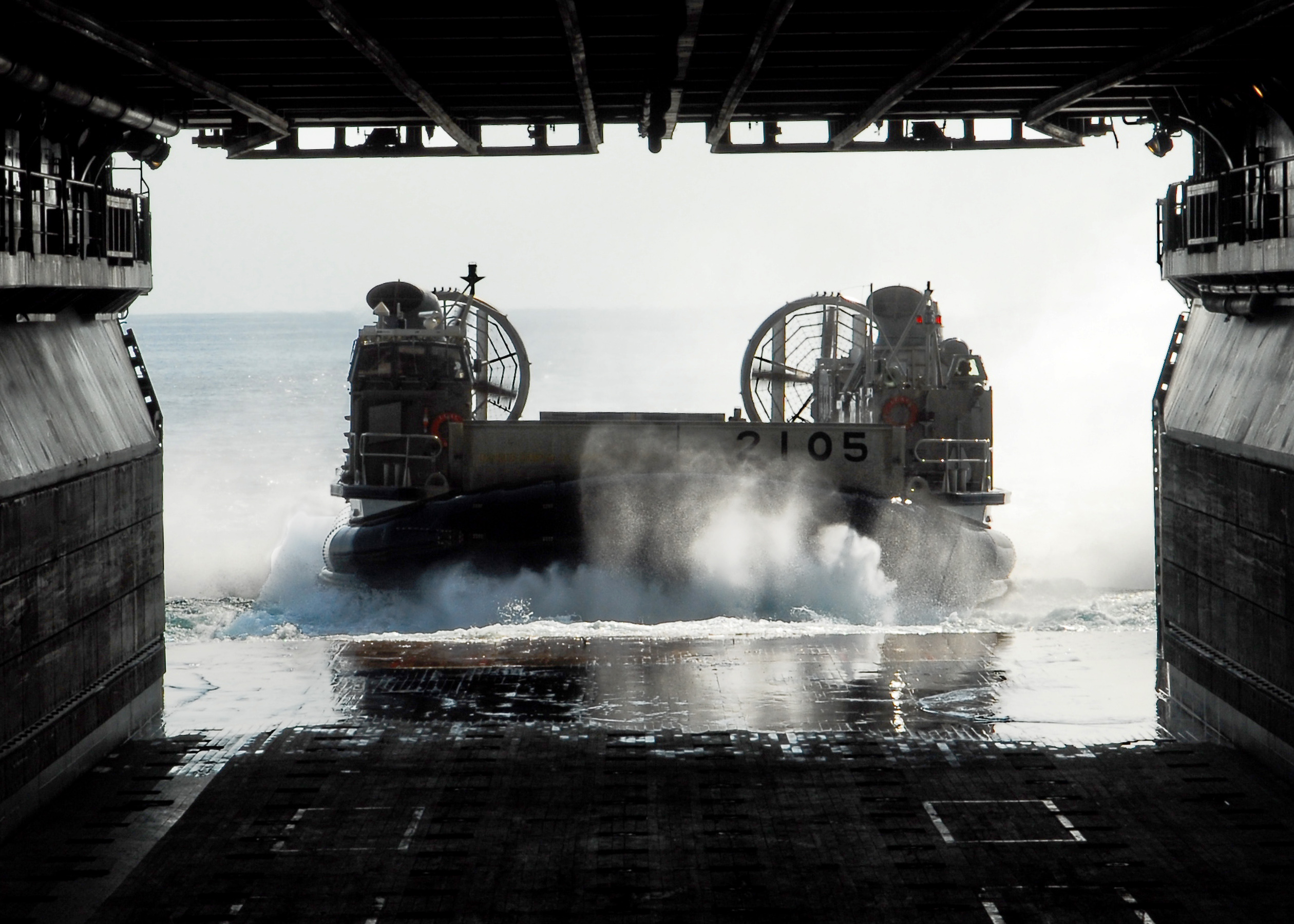
漲水していないウェルドックに進入するLCAC

## 能力

### 輸送揚陸機能

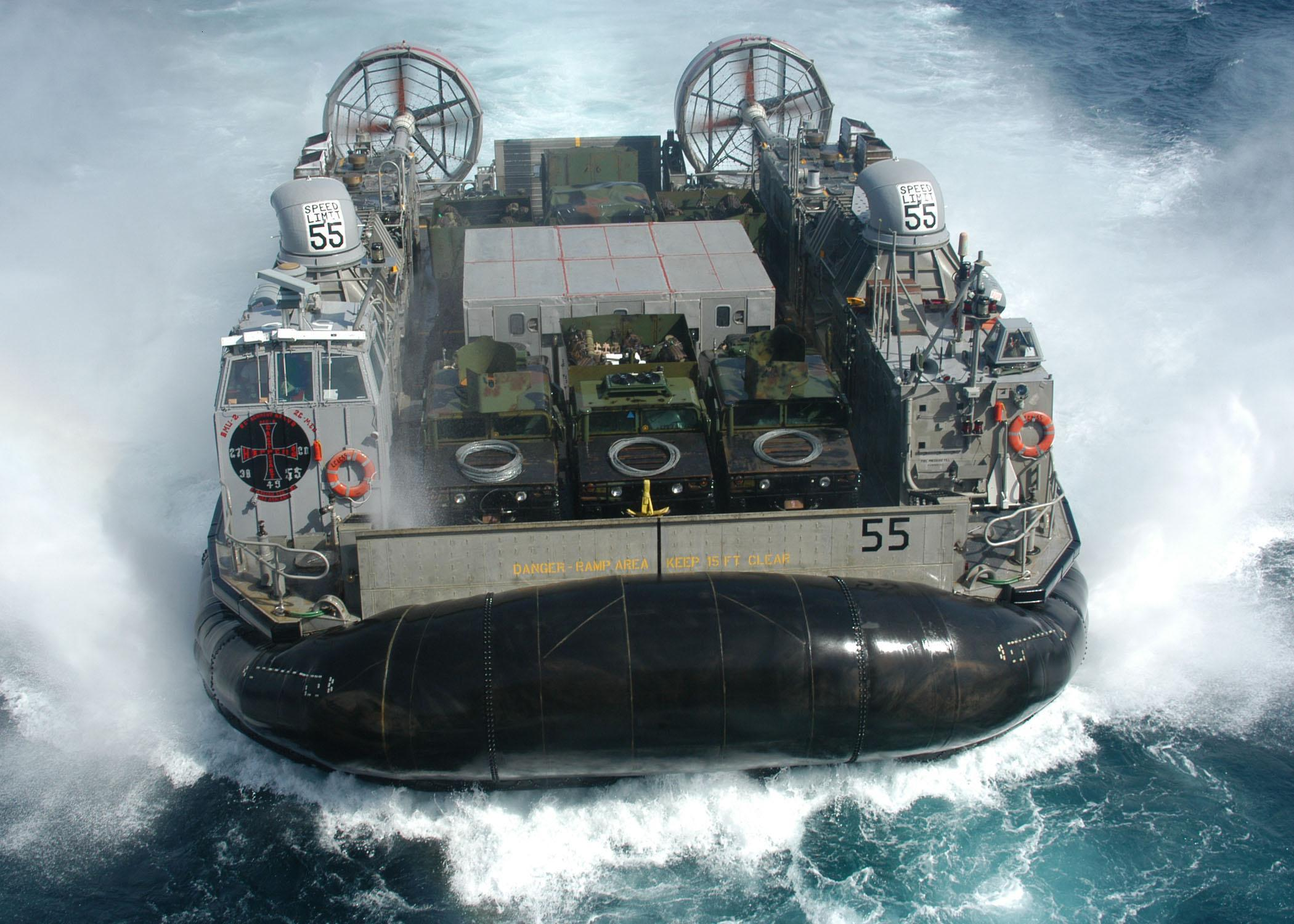
HMMWVとPTMを搭載したLCAC

ラフト上面の中央部は、上部構造物に挟まれた全通式の車両甲板となっており、長さ20.4メートル×幅8.3メートル、床面積は168平方メートルである。また艇の前後に傾斜路があり、艇首側は8.8メートル幅、艇尾側は4.6メートル幅となっている。積載量は公称54.4トンとされ、また実際には気温に応じて60～75トンまで搭載可能とされている。M1エイブラムス主力戦車であれば1両、LAV装輪装甲車であれば4両、AAV7装甲兵員輸送車であれば3両（アップリケ装甲を装着した状態なら2両）、M198 155mm榴弾砲であれば2門を搭載できる。船体は砂浜へ直接上陸できるが搭載した車両が装輪式の場合、そのまま下ろすと砂にはまって動けなくなるため、ブルドーザーなどで牽引するか、マット式の道路を敷設するなど上陸支援機材が必要がある。自衛隊ではトラックへ積載できる装輪用道路マット敷設装置を導入している。
車両甲板上は風圧力・騒音が非常に大きいため、そのままでは人員を搭載することはできないが、車両甲板上に人員輸送用モジュール（personnel transport module, PTM）を設置することで、武装した兵員なら145名（および補給品19.4立方メートル）、民間人であれば最大180名を収容できる。アメリカ軍では1994年よりPTMの調達を開始しており、モジュール重量は6,087キロ、12名以下の要員によって4時間以内に組み立てることができる。また分解した状態であれば、モジュールの構成品全部を20フィート型コンテナ1個に収容できる。

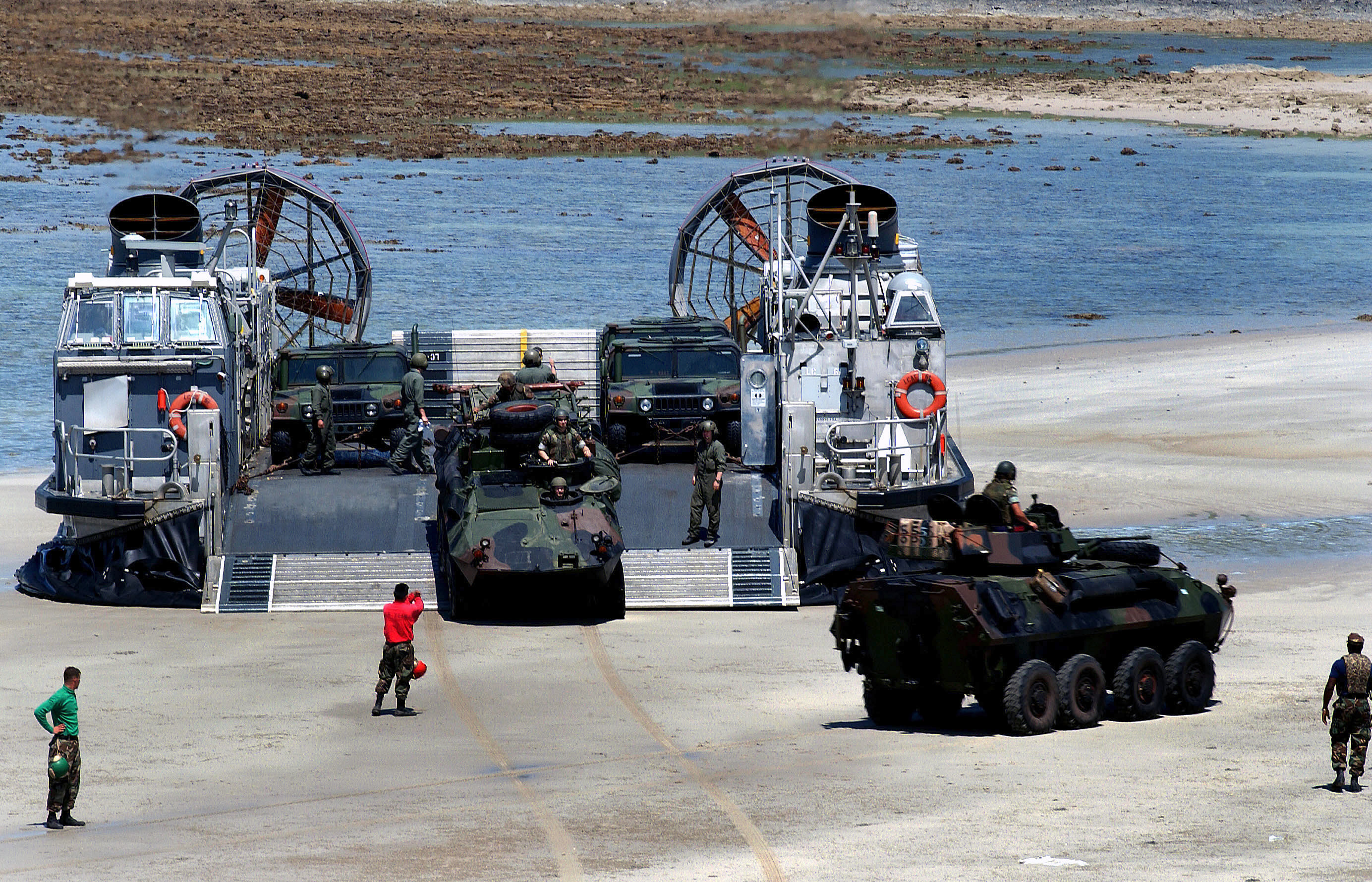
艇首側斜路から発進するLAV-25装甲車とHMMWV
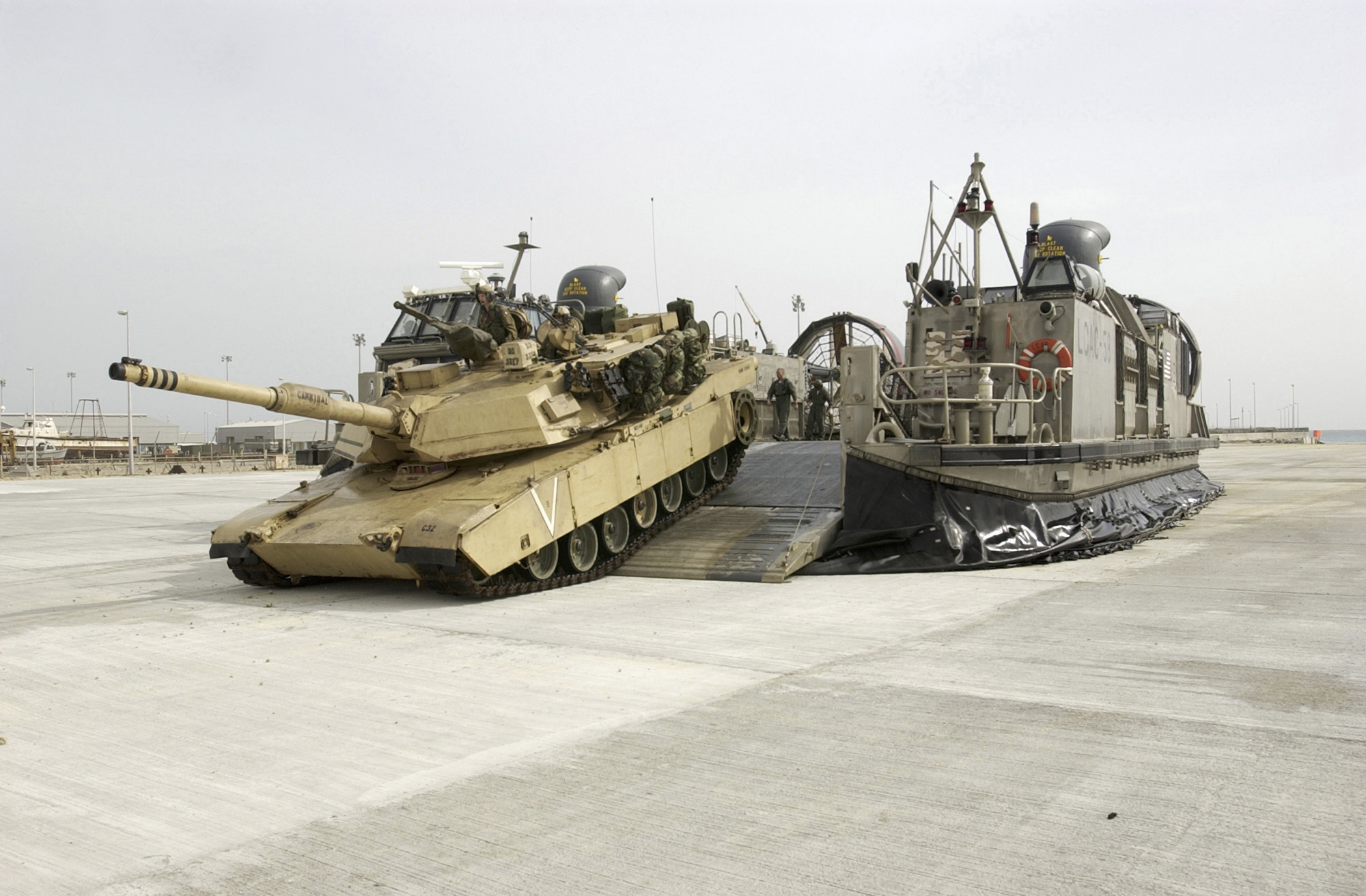
艇首側斜路から発進するM1A1戦車
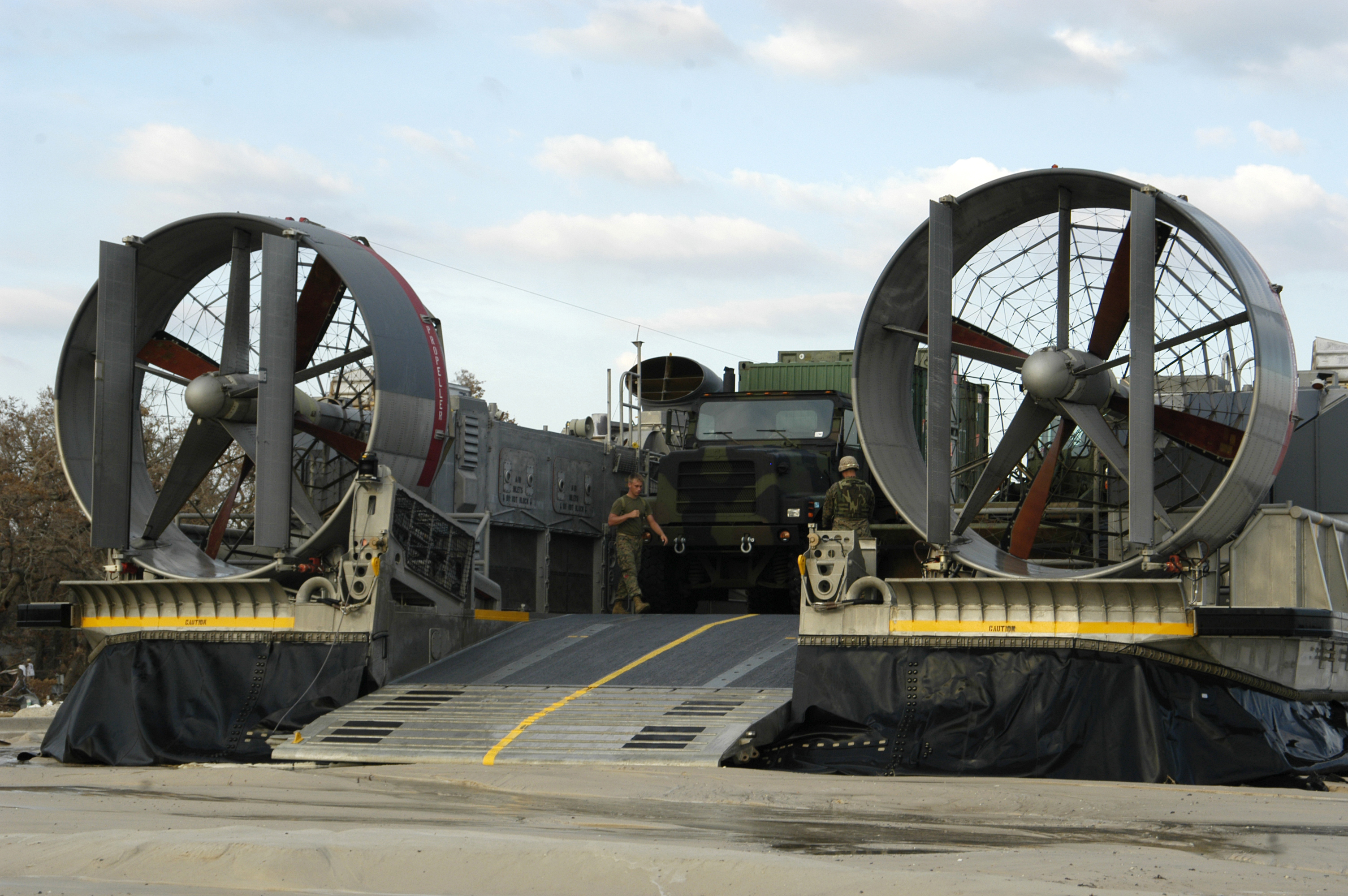
艇尾側斜路

### 個艦戦闘機能
自衛用として3ヶ所の銃座が設置されており、1ヶ所はM60 7.62mm汎用機関銃、また残り2ヶ所はM60のほかにM2 12.7mm重機関銃やMk.19 40mm自動擲弾銃などを搭載することができる。
またこの他、火力支援用として、GAU-13 30mmガトリング砲の搭載も試みられた。これはコンテナ上に設置したMAU-12爆弾架を介してGPU-5/Aガンポッドを搭載したもので、1995年秋に試験が行われた。海兵隊では、この火力支援型LCACをGPAC（Gun platform air cushion）と称しており、将来的には、30mmガトリング砲4門に加えて5インチロケット弾とヘルファイア対戦車ミサイルの搭載も検討されていた。
このうち、ロケット弾については、M58地雷原爆破装置の一環としての搭載が行われるようになっており、搭載用パッケージ16基が調達されている。またこれらのパッケージは対機雷戦用にも用いられており、ロケット弾に加えて、MH-53E掃海ヘリコプターで使用される曳航式掃海具の曳航にも対応できる。このパッケージを搭載したLCACはMCAC（multi-purpose air-cushion vehicle）と呼称され、25ノットで掃海具を曳航できるほか、AQS-14機雷探知ソナーの搭載にも対応できる。

## 運用史

### アメリカ海軍
1982年度より調達が開始され、1隻目は1984年5月2日に進水した。これを含めて、1984年から1997年にかけて90隻が引き渡された。91隻目（LCAC-91）は、上記のように性能を向上させたSLEP（Service Life Extension Programme）仕様で建造されており、建造されてから3年間に渡って試験に供されたのち、2001年に引き渡された。また既存の艇も順次に同仕様に改修されており、2015年現在就役している72隻のうち67隻が改修済み、5隻が改修中とされている。
ただし当初の見積もりよりも艇体の腐食が進んでいたことから、2006年度より退役が開始されたほか、一部の艇は運用を縮小している。2012年より、後継としてSSC (Ship-to-Shore Connector)の開発が始まっており、納入は2017年、初期作戦能力獲得は2020年の予定とされる。

### 海上自衛隊

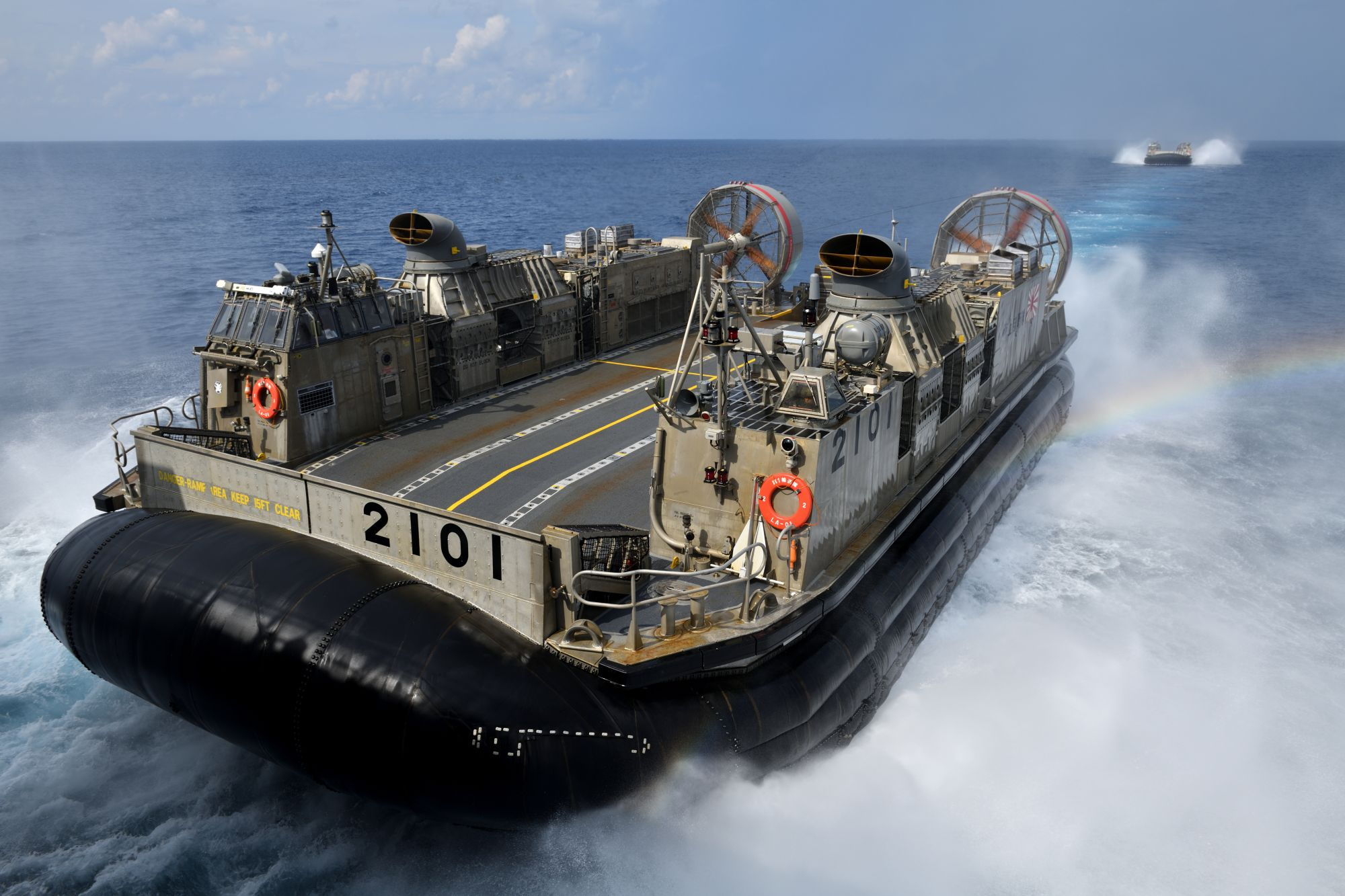
航行中の海上自衛隊のLCAC

海上自衛隊では、03中期防に基づいて平成5年度計画で8,900トン型輸送艦（後のおおすみ型）を建造するにあたり、エア・クッション型揚陸艇の搭載を予定していた。当初は国内において艇体の製造技術を有する造船所があり、商用としての実績もあるため、緊急時への対応や維持整備上からも国産する方向で計画し、同年度予算で成立していた。しかし、その後マスコミ報道や衆議院予算委員会での建造予算及び調達方式についての議論を受けて白紙撤回され、本級の調達を選択肢に加えて再検討されることになった。
最終的に、量産効果による調達コストの低減や、アメリカ海軍との共用化によるライフサイクルコストの低減、また既存の教育体系を活用できるなどのメリットが評価されて、艇体は米国の製造企業から日本での輸入代理商社を通じて一般輸入し、LCACのオペレーション、教育、製造部品等の改善情報等については、アメリカ海軍の対外有償軍事援助（FMS）によることとなった。
1994年4月8日にアメリカ政府から輸出が承認され、ルイジアナ州ニューオーリンズのテキストロン・マリーン・アンド・ランドシステムズで建造された。平成5年度予算で1隻目が購入され、平成7年度で2隻目、平成11年度で3隻目、平成12年度で5・6隻目が購入された。当初はおおすみ型輸送艦各艦の搭載艇扱いとされ、LA-01からLA-06までの艇番号が付されていたが、2004年より自衛艦に種別変更し、LCAC-2101からLCAC-2106までの艇番号とエアクッション艇1号からエアクッション艇6号までの艇名称が付与された。また、新たに第1輸送隊隷下に第1エアクッション艇隊を編成し、状況に応じ母艦搭載を変更できる弾力的な運用が可能になった。
平成23年度と24年度予算で2隻分の艦齢延伸のための部品調達予算が、25年度予算で2隻分の艦齢延伸のための改修工事予算が計上された。
LCAC乗員と運用作業に従事する海上自衛官の服装として『エアクッション艇服装』と『エアクッション艇誘導服装』が規定されている。
装輪用道路マット敷設装置は92式浮橋の一部として陸上自衛隊が運用している。

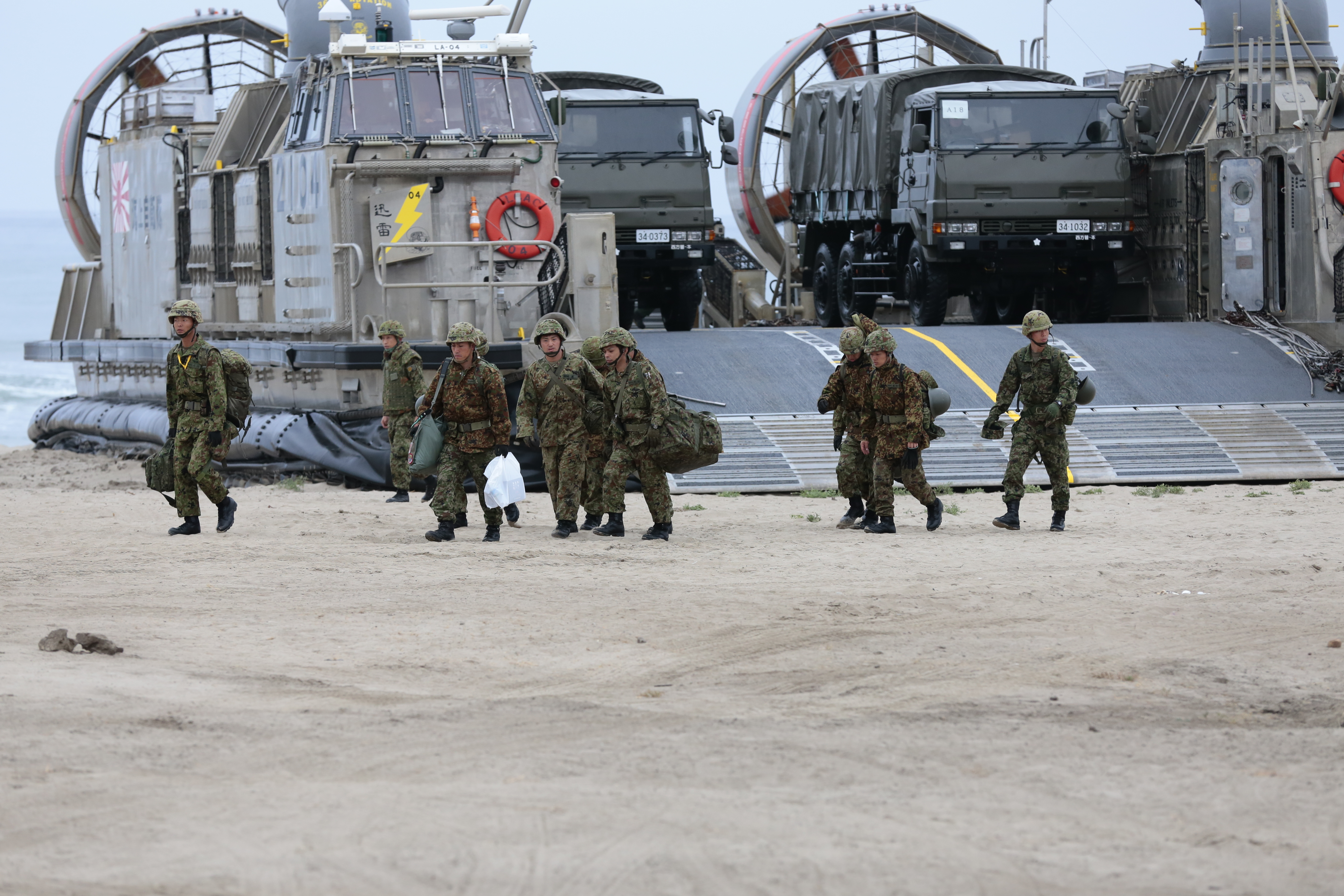
上陸訓練を行う陸上自衛官
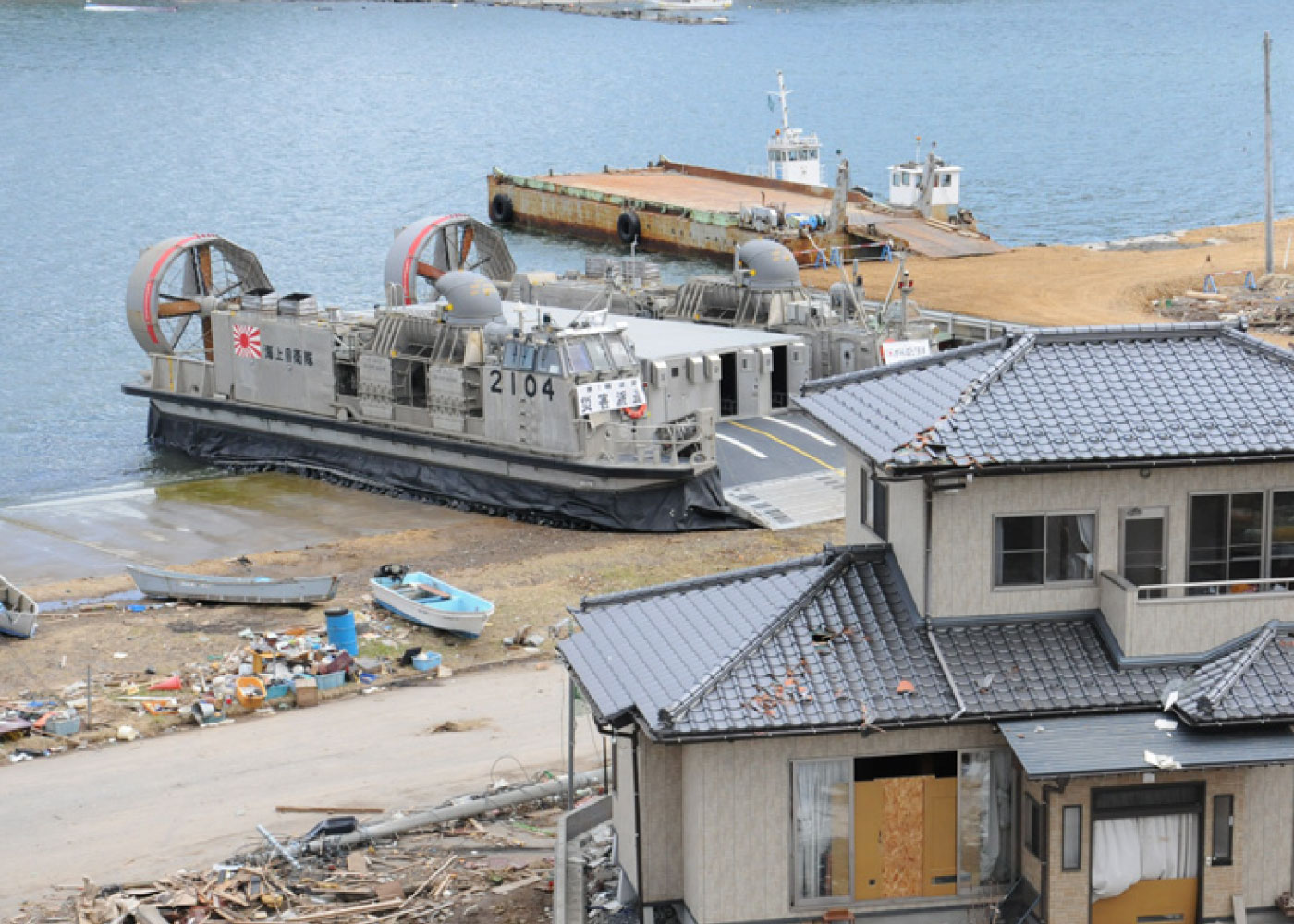
東日本大震災で災害派遣にあたるエアクッション艇4号
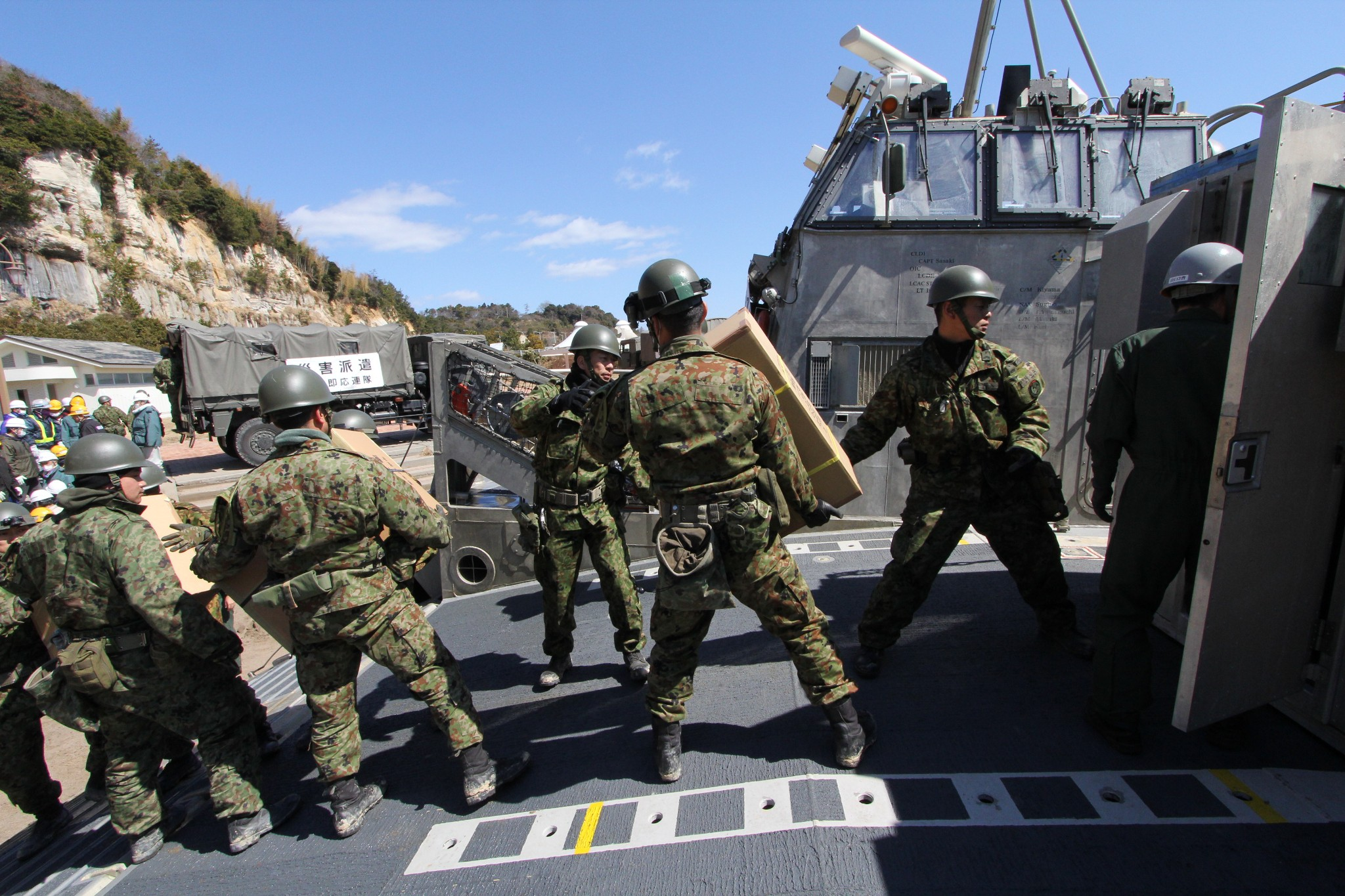
LCACが輸送した物資を73式大型トラックに積み替える中央即応連隊隊員

### 韓国海軍
大韓民国海軍の独島級揚陸艦はソルゲ-631級エアクッション揚陸艇2隻を搭載しているが、これは本級とほぼ同様の設計である。

## 登場作品

### 映画
『トランスフォーマー/リベンジ』
対ディセプティコン特殊部隊NESTを支援するアメリカ海兵隊を揚陸するために登場。紅海から上陸する。
『日本沈没』（2006年版）
海上自衛隊所属艦が登場。国外に脱出する避難民を「おおすみ」に運ぶ。また、ラストシーンにて声明を発表する際の舞台としても使用される。

### 漫画
『D-LIVE!!』
『蒼き鋼のアルペジオ』
　Depth030-Depth035の間において実施されたイ401奪還作戦において陸軍が使用する。
『空母いぶき』
中国軍に占領された与那国島を奪還するため、おおすみ型輸送艦「おおすみ」「くにさき」の2艦に搭載され、陸上自衛隊隊員たちの陸揚げに使われる。
『続・戦国自衛隊』
戦国時代にタイムスリップした、おおすみ型輸送艦「おおすみ」とワスプ級強襲揚陸艦「エセックス」に搭載されているものが登場。
『日本沈没』
一色登希彦の漫画版に、深海調査艇ケルマデック号の運用母艦に改造された「LCAC改」が登場。おおすみ型輸送艦と同じ形状をした架空の特殊工作艦「よしの」に艦載されている。

### 小説
『自衛隊三国志』
三国時代へタイムスリップした架空のアメリカ海軍ドック型揚陸艦「フライング・タイガース」に2隻搭載されており、航行するこれに載りながら10式戦車が射撃を行う。
『ストライク・ザ・ブラッド』
第11話にて、メイガスクラフト社が戦闘用オートマタを輸送するために使用する。
『超空自衛隊』
第二次世界大戦時にタイムスリップした「おおすみ」に搭載された2隻が登場。日本軍への救助活動や物資・車両の揚陸に使用する。
『日本国召喚』
おおすみ型輸送艦各艦に搭載された6隻が登場。パーパルディア皇国皇軍によるフェン王国での日本人観光客虐殺事件の発生を受けてフェン王国に派遣され、救助した邦人の輸送艦への移送と、救出に派遣された陸自部隊の揚陸作業に使われる。
『波動大戦』（大幅改定版：『超時空イージス戦隊』）
「おおすみ」に搭載された2隻（『超時空イージス戦隊』ではおおすみ型輸送艦各艦に搭載された6隻）が登場。
時空転移直後の被災した伊東市民の輸送艦への収容や、ナチス・ドイツから買い付けたティーガーI20両（『超時空イージス戦隊』では40両）と88mm砲弾のフィリピンへの揚陸に使用する。
『ルーントルーパーズ 自衛隊漂流戦記』
異世界に飛ばされた国連平和維持軍派遣艦隊に配備されていた、おおすみ型輸送艦「しもきた」と「くにさき」に搭載されたものが登場。異世界の民を救助するために使用される。

### ゲーム
『EXTERMINATION』
クライマックスの脱出シーケンスに使用し、搭載機関銃でラストバトルを行う。
『コール オブ デューティシリーズ』
『CoD:MW3』
ハンブルクの上陸戦に登場し、M1A2 エイブラムスを2両ずつ揚陸する。
『CoD:G』
ゾンビモードの一部マップにオブジェクトとして搭載されている。
『大戦略シリーズ』
『バトルフィールドシリーズ』
『BF3』
マルチプレイの一部マップでUSMC陣営の拠点となる。
『BF4』
キャンペーン中盤の上陸戦にて、M1 エイブラムスを揚陸する。
『マブラヴ オルタネイティヴ』
『信長の野望 201X』
　特地解放機構所属艦が登場。